# هارالد ساتر
هارالد ساتر (انگلیسی: Harald Sæther؛ زادهٔ ۹ مهٔ ۱۹۴۶
oppdal, norway) موسیقی‌دان اهل نروژ است.